# Brasero
Brasero és un programa enregistrador de discos òptics de llicència lliure per a sistemes operatius basats en Unix, que serveix com a interfície (mitjançant GTK+) per a cdrtools, dvd+rw-tools (també anomenat growisofs) i opcionalment libburn. Brasero és l'aplicació per defecte de CD/DVD en els escriptoris GNOME.

## Característiques

### Dades
Brasero és compatible amb els formats de CD i DVD. Permet l'edició del contingut del disc i pot eliminar, moure i canviar el nom dels fitxers que es troben dins de carpetes. També permet gravar dades en CD/DVD sobre la marxa, és a dir, sense haver de desar la informació de forma prèvia, per exemple una còpia CD a CD.
L'aplicació permet el filtratge automàtic dels arxius no desitjats, incloent-hi els arxius ocults, trencats i enllaços simbòlics recursius i arxius que no s'ajustin a l'estàndard de CD de Joliet. Brasero suporta multisessió, l'extensió Joliet i pot crear una imatge del disc dur de l'usuari.

### Àudio
En crear CD d'àudio Brasero escriu informació CD-TEXT de forma automàtica, utilitzant GStreamer. També suporta l'edició d'informació CD-TEXT i pot gravar CD d'àudio sobre la marxa. Pot utilitzar tots els formats d'àudio manejats en la instal·lació local del GStreamer, incloent-hi Ogg, FLAC i MP3. Brasero també pot buscar arxius d'àudio que es troben dins de carpetes acabades de deixar.

### Còpia
Brasero pot copiar un CD/DVD al disc dur de l'usuari en format ISO i pot copiar DVD i CD sobre la marxa. Suporta una sessió de DVD de dades i qualsevol tipus de CD.

### Altres característiques
Brasero també pot esborrar CD/DVD, guardar i carregar projectes en curs i gravar imatges de CD i DVD i arxius cue.
Inclou una vista prèvia de cançó, imatge i vídeo i la detecció del dispositiu complet a través del HAL (Hardware Abstraction Layer). En operar en un nucli de Linux més recent que el 2.6.13 proporciona notificació de canvi d'arxius.
Quan s'utilitza amb GDL, Brasero té una interfície d'usuari que es pot personalitzar.
L'aplicació suporta arrossegar i deixar anar (drag and drop), així com tallar i enganxar des del Nautilus (gestor de fitxers del GNOME) i també altres aplicacions. Pot utilitzar els arxius d'una xarxa quan el protocol es maneja a través de gnome-vfs. Pot buscar arxius amb Beagle, el que permet una recerca que es basa en paraules clau o el tipus de fitxer. Brasero també pot mostrar una llista de reproducció i el seu contingut. Les llistes de reproducció es busquen automàticament fent servir el Beagle.